# Hiroyuki Konishi
Pour les articles homonymes, voir Konishi.
Hiroyuki Konishi (小西 裕之, Konishi Hiroyuki), né le 14 août 1963 à Tokyo, est un gymnaste artistique japonais actif dans les années 1980. 

## Palmarès

### Jeux olympiques
- Séoul 1988
  -  médaille de bronze par équipes